# 佩尔奇莱
佩尔奇莱（義大利語：Percile），是意大利拉齐奥大区罗马首都广域市的一个市镇。总面积17.62平方公里，人口232人，人口密度13.2人/平方公里（2009年）。ISTAT代码为058076。